# België op de Olympische Zomerspelen 1956
België nam deel aan de Olympische Zomerspelen 1956 in Melbourne, Australië en Stockholm, Zweden (onderdelen paardensport). Voor het eerst won het na de Tweede Wereldoorlog geen goud.

## Medailleoverzicht
| Sport     | Olympiër     | Discipline                | Medaille |
| --------- | ------------ | ------------------------- | -------- |
| Worstelen | Joseph Mewis | vrije stijl, vedergewicht | Zilver   |
| Zeilen    | André Nelis  | finn klasse               | Zilver   |

## Resultaten en deelnemers

### Atletiek
| Olympiër               | Discipline             | Resultaat | Prestatie |
| ---------------------- | ---------------------- | --------- | --- |
| Émile Leva             | 800m (m)               | 7e        | serie 3: 3e in 1.52,0 halve finale 2: 4e in 1.50,4 finale: 7e                                                                                           |
| André Ballieux         | 1500m (m)              | 17e       | serie 1: 6e in 3.49,94 |
| Émile Leva             | 1500m (m)              | 33e       | serie 2: 12e in 4.06,0 |
| Frans Herman           | 10000m (m)             | 14e       | |
| Marcel Lambrechts      | 400m horden (m)        | 22e       | serie 5: 5e in 54,0 |
| Frans Herman           | 3000m steeplechase (m) | DNF       | serie 1: niet gefinisht |
| Aureel Vandendriessche | marathon (m)           | 24e       | 2:47.18 |
| Walter Herssens        | hink-stap-springen (m) | 29e       | kwalificatie: 29e met 14,05m |
| Walter Herssens        | tienkamp (m)           | DNF       | 100m: 14e in 11,8 (650 punten) verspringen: 13e met 6,56m (656 punten) kogelstoten: 15e met 11,12m (509 punten) hoogspringen: 9e met 1,80m (770 punten) |

### Boksen
| Olympiër   | Discipline | Resultaat | Prestatie                                         |
| ---------- | ---------- | --------- | ------------------------------------------------- |
| Emile Leva | -54kg (m)  | 9e        | 1e ronde: vrij 2e ronde: V van GBR Reilly: punten |

### Gewichtheffen
| Olympiër    | Discipline  | Resultaat | Prestatie                                                                              |
| ----------- | ----------- | --------- | -------------------------------------------------------------------------------------- |
| Willy Claes | -82,5kg (m) | 9e        | drukken: 9e met 107,5kg trekken: 9e met 112,5kg stoten: 9e met 137,5kg totaal: 357,5kg |

### Hockey
| Olympiër | Discipline | Resultaat | Prestatie                                                                        |
| --- | ---------- | --------- | -------------------------------------------------------------------------------- |
| André Carbonnelle Luc Decrop Jean Dubois Jean-Jacques Enderlé Yvan Freedman Roger Goossens Franz Lorette André Muschs Roger Paternoster Jean-Pierre Rensburg Jacques Vanderstappen Jean Van Leer | mannen     | 7e        | groep C: 4de V van Pakistan: 0-2 G tegen Duitsland: 0-0 V van Nieuw-Zeeland: 0-3 |

| Groep C |               |             |             |             |             |            |            |            |        |
| #       | Land          | Wedstrijden | Wedstrijden | Wedstrijden | Wedstrijden | Doelpunten | Doelpunten | Doelpunten | Punten |
| #       | Land          | G           | W           | G           | V           | V          | T          | Saldo      | Punten |
| 1       | Pakistan      | 3           | 2           | 1           | 0           | 7          | 1          | +6         | 5      |
| 2       | Duitsland     | 3           | 1           | 2           | 0           | 5          | 4          | +1         | 4      |
| 3       | Nieuw-Zeeland | 3           | 1           | 0           | 2           | 8          | 10         | -2         | 2      |
| 4       | België        | 3           | 0           | 1           | 2           | 0          | 5          | -5         | 1      |

| Datum       | Ronde     | Plaats        | Land | Score  | Land |
| ----------- | --------- | ------------- | ---- | ------ | ---- |
| Groepsfase  |           |               |      |        |      |
| 23 november | Melbourne | Pakistan      | 2-0  | België |      |
| 27 november | Melbourne | Duitsland     | 0-0  | België |      |
| 29 november | Melbourne | Nieuw-Zeeland | 3-0  | België |      |

### Kanovaren
| Olympiër                            | Discipline    | Resultaat | Prestatie                                  |
| ----------------------------------- | ------------- | --------- | ------------------------------------------ |
| Germaan Van de Moere Rik Verbrugghe | K-2 1000m (m) | 6e        | serie 3: 2e in 4.04,7 finale: 6e in 3.58,7 |

### Roeien
| Olympiër                             | Discipline      | Resultaat | Prestatie                                                           |
| ------------------------------------ | --------------- | --------- | ------------------------------------------------------------------- |
| Fernand Steenacker Henri Steenacker  | dubbel-twee (m) | 8e        | serie 2: 3e in 7.45,1 herkansingen: 3e in 9.01,9                    |
| Bob Baetens Michel Knuysen           | twee-zonder (m) | 10e       | serie 2: 3e in 7.45,6 herkansingen: 3e                              |
| Jos Van Thillo Antoon Ven Liévin Ven | twee-met (m)    | 5e        | serie 2: 3e in 8.10,6 herkansingen: 1e halve finale 1: 3e in 9.29,3 |

### Schermen
| Olympiër                                                                            | Discipline      | Resultaat | Prestatie                                                 |
| ----------------------------------------------------------------------------------- | --------------- | --------- | --------------------------------------------------------- |
| Roger Achten                                                                        | degen (m)       | 26e       | 1e ronde groep 3: 3e kwartfinale 2: 7e                    |
| Jacques Debeur                                                                      | degen (m)       | 25e       | 1e ronde groep 2: 4e kwartfinale 1: 7e                    |
| Ghislain Delaunois                                                                  | degen (m)       | 9e        | 1e ronde groep 1: 3e kwartfinale 3: 2e halve finale 1: 5e |
| Roger Achten Jacques Debeur François Dehez Ghislain Delaunois Marcel Van Der Auwera | degen team (m)  | 5e        | 1e ronde groep 3: 1e halve finale 1: 3e                   |
| François Dehez                                                                      | floret (m)      | 22e       | 1e ronde groep 2: 6e                                      |
| Ghislain Delaunois                                                                  | floret (m)      | 19e       | 1e ronde groep 3: 5e                                      |
| André Verhalle                                                                      | floret (m)      | 9e        | 1e ronde groep 4: 4e halve finale 1: 5e                   |
| Jacques Debeur Ghislain Delaunois Marcel Van Der Auwera André Verhalle              | floret team (m) | 7e        | 1e ronde groep 1: 3e                                      |
| Marcel Van Der Auwera                                                               | sabel (m)       | 16e       | 1e ronde groep 3: 4e kwartfinale 2: 4e                    |

### Schietsport
| Olympiër         | Discipline                 | Resultaat | Prestatie                         |
| ---------------- | -------------------------- | --------- | --------------------------------- |
| Frans Lafortune  | 50m geweer 3 houdingen (m) | 19e       | 1145 punten: (391-380-374)        |
| Frans Lafortune  | 50m geweer liggend (m)     | 42e       | 585 punten: (99-100-98-92-96-100) |
| Marcel Lafortune | 50m pistool (m)            | 23e       | 518 punten: (82-88-82-86-89-91)   |

### Wielersport
| Olympiër                                                                            | Discipline               | Resultaat | Prestatie                                                                                               |
| Baan                                                                                | Baan                     | Baan      | Baan |
| ----------------------------------------------------------------------------------- | ------------------------ | --------- | --- |
| Evrard Godefroid                                                                    | sprint (m)               | 9e        | serie 1: 2e 1e ronde herkansingen: W van PAK Shah-Rukh 1e ronde herkansingen finale: V van NZL Johnston |
| Evrard Godefroid                                                                    | tijdrit (m)              | 19e       | 1.16,5                                                                                                  |
| André Bar Gustaaf De Smet François De Wagheneire Guillaume Van Tongerloo            | ploegenachtervolging (m) | 5e        | serie 7: 2e kwartfinale: V van RSA: 4.54,6                                                              |
| Weg                                                                                 |                          |           | |
| Gustaaf De Smet                                                                     | wegwedstrijd (m)         | 24e       | 5:26.47                                                                                                 |
| François De Wagheneire                                                              | wegwedstrijd (m)         | DNF       | niet gefinisht                                                                                          |
| François Van Den Bosch                                                              | wegwedstrijd (m)         | 42e       | 5:38.16                                                                                                 |
| Norbert Verougstraete                                                               | wegwedstrijd (m)         | 23e       | 5:26.47                                                                                                 |
| Gustaaf De Smet François De Wagheneire François Van Den Bosch Norbert Verougstraete | wegwedstrijd team (m)    | 7e        | 89 punten                                                                                               |

### Worstelen
| Olympiër         | Discipline  | Resultaat   | Prestatie |
| Vrije stijl      | Vrije stijl | Vrije stijl | Vrije stijl |
| ---------------- | ----------- | ----------- | --- |
| Omer Vercouteren | -57kg (m)   | 11e         | 1e ronde: V van ARG Díaz: 0-3 2e ronde: V van IND Pandey: 0-3                                                                                   |
| Jef Mewis        | -62kg (m)   | Zilver      | 1e ronde: W van IND Sarup: 3-0 2e ronde: W van FIN Penttilä: 3-0 3e ronde: vrij 4e ronde: W van URS Salimoellin: 3-0 finale: V van JPN Sasahara |
| Grieks-Romeins   |             |             | |
| Maurice Mewis    | -52kg (m)   | 7e          | 1e ronde: W van AUS Hakansson 2e ronde: V van HUN Baranya: 0-3 3e ronde: V van YUG Vukov: 0-3                                                   |
| Omer Vercouteren | -57kg (m)   | 12e         | 1e ronde: V van TUR Yilmaz: 0-3 2e ronde: V van BUL Petrov: 0-3                                                                                 |

### Zeilen
| Olympiër    | Discipline | Resultaat | Prestatie                      |
| ----------- | ---------- | --------- | ------------------------------ |
| Andre Nelis | finn       | Zilver    | 6254 punten: (6-1-DNF-2-2-3-2) |

### Zwemmen
| Olympiër         | Discipline          | Resultaat | Prestatie             |
| ---------------- | ------------------- | --------- | --------------------- |
| André Laurent    | 100m vrije slag (m) | 33e       | serie 1: 7e in 1.00,7 |
| Gilbert Desmit   | 200m schoolslag (m) | 9e        | serie 3: 4e in 2.43,5 |
| Louis Kozma      | 200m schoolslag (m) | 12e       | serie 1: 4e in 2.48,4 |
|                  |                     |           |                       |
| Irène Sweyd      | 100m vrije slag (v) | 26e       | serie 1: 6e in 1.08,9 |
| Éva Novák-Gerard | 100m vrije slag (v) | 11e       | serie 2: 6e in 3.02,7 |
| Colette Goossens | 200m schoolslag (v) | 10e       | serie 1: 5e in 3.00,5 |

Afghanistan · Argentinië · Australië · Bahama's · België · Bermuda · Birma · Brazilië · Brits-Guiana · Bulgarije · Cambodja* · Canada · Ceylon · Chili · Colombia · Cuba · Denemarken · Duits eenheidsteam · Egypte* · Ethiopië · Fiji · Filipijnen · Finland · Frankrijk · Griekenland · Groot-Brittannië · Hongarije · Hongkong · Ierland · IJsland · India · Indonesië · Iran · Israël · Italië · Jamaica · Japan · Joegoslavië · Kenia · Liberia · Luxemburg · Malakka · Mexico · Nederland* · Nieuw-Zeeland · Nigeria · Noord-Borneo · Noorwegen · Oeganda · Oostenrijk · Pakistan · Peru · Polen · Portugal · Puerto Rico · Roemenië · Singapore · Sovjet-Unie · Spanje* · Taiwan · Thailand · Trinidad en Tobago · Tsjecho-Slowakije · Turkije · Uruguay · Venezuela · Verenigde Staten · Vietnam · Zuid-Afrika · Zuid-Korea · Zweden · Zwitserland*

*alleen deelgenomen in Stockholm